# Assassination of a High School President
Assassination of a High School President (no Brasil, Provas e Trapaças) é um filme americano de 2008, no genêro comédia, dirigido por Brett Simon, escrito por Tim Calpin e Kevin Jakubowski, e estrelado por Reece Thompson, Bruce Willis, Mischa Barton e Michael Rapaport. Estreiou no Sundance Film Festival (2008).

## Sinopse
Bobby Funke (Reece Thompson) é um estudante não muito popular que escreve para o jornal de sua escola e, enquanto desenvolve um artigo sobre Paul Moore (Patrick Taylor), jogador de basquete, popular e presidente do grêmio, um mistério toma conta do local: o escritório do diretor Kirkpatrick (Bruce Willis) foi invadido e os exames de admissão das Universidades foram roubados. Quando a veterana Francesca Facchini (Mischa Barton) solicida a ajuda de Bobby para desvendar o mistério, Bobby investiga o caso, conclui e escreve um artigo de denúncia: Paul é o responsável pelo assalto ao escritório do diretor. Como resultado de sua investigação Bobby se torna o garoto mais popular da escola. Paul enfrenta Bobby, proclamando sua inocência. Funke começa a se perguntar se o presidente realmente roubou os testes ou se ele é apenas um peão em uma conspiração, então, fica dividido entre revelar a verdade ou manter sua popularidade em alta.

## Elenco
- Reece Thompson como Bobby Funke
- Mischa Barton como Francesca Fachini
- Bruce Willis como Diretor Jared T. Kirkpatrick
- Patrick Taylor como Paul Moore
- Michael Rapaport como Coach Z
- Luke Grimes como Marlon Piazza
- Kathryn Morris como Enfermeira Platt
- Gabrielle Brennan como Chrissy Moore
- Michael Zegen como Stephen Lohman
- Melonie Diaz como Clara Diaz
- Zoë Kravitz como Valerie Torres
- Zach Roerig como Matt Mullen
- Josh Caras como Marty Mullen
- Maria Elena Ramirez como Nancy Margle
- Josh Pais como Padre Newell
- Marc John Jefferies como Elliot Duncan
- Zachary Booth como Rocky Raccoon
- Aaron Himelstein como Tad Goltz
- John Magaro como Cipriato
- Tanya Fischer como Sam Landis
- Joe Perrino como Dutch Middleton
- Jake Weary como Hall Monitor
- Vincent Piazza como Ricky Delacruz
- Adam Pally como Freddy Bismark
- Emily Meade como Tiffany Ashwood
- Robin Taylor como Alex Schneider